# Гараев, Ильдар Адегамович
Ильдар Адегамович Гараев (род. 15 июля 1967 года, Уфа) — советский конькобежец; Чемпион СССР (1989, 1991) серебряный призёр (1987) в многоборье, чемпион СССР (1987, 1989 (5000 м), 1991 (1500 м)), бронзовый (1987, 1989—1500 м) призёр чемпионатов СССР. Выступал за СДСО «Буревестник» (Уфа), ВС (Свердловск), ВС (Ленинград). Мастер спорта СССР международного класса (1986).

## Биография
Родился в Уфе. С пяти лет занимался плаванием и шесть лет регулярно тренировался, но, когда ему исполнилось 11 лет, неожиданно тренер уехал из города. Родители Ильдара хотели, чтобы он продолжал заниматься спортом. Подруга матери, жена наставника по скоростному бегу на коньках, предложила отвести его к своему мужу. Так Ильдар в 1979 году стал заниматься скоростным бегом на коньках у заслуженного тренера РСФСР Рамиля Ахматянова.
К тому времени юный спортсмен хорошо катался на коньках и в первых же выступлениях на льду показал довольно высокие результаты. Он был лучшим конькобежцем Башкирии среди мальчиков в возрасте до 12 лет, а в 1982 году на впервые организованном среди 13—14-летних мальчиков первенстве страны в Коломне занял 2-е место, уступив лишь Брониславу Снеткову из Ленинграда. Через год выиграл первенство РСФСР общества «Буревестник».
В сезоне 1983/84 отличился на III зимней Спартакиаде школьников и на международных состязаниях среди спортсменов профсоюзов на Медео, где он установил три рекорда СССР для старших юношей на 3000, 5000 м в сумме малого многоборья. В 1985 году под руководством тренера юношеской сборной Валерия Павловича Лаврушкина отлично выступил на чемпионате мира среди юниоров, где выиграл дистанцию 5000 м и стал серебряным призёром в многоборье. выполнил норматив мастера спорта.
В том же 1985 году Гараев стал чемпионом I Всесоюзного первенства среди юниоров в многоборье, на дистанциях 3000 и 5000 метров, серебряным призёром на 1500 метров, бронзовым — на 1000 метров. Через год студент 1-го курса Уфимского нефтяного института вновь стал серебряным призёром чемпионата мира среди юниоров.
В 1987 году на чемпионате СССР 20-летний армеец, выступающий за Свердловск, выиграл забег на 5000 метров, занял 3-е место на 1500 метров и впервые стал вторым в абсолютном зачёте многоборья. В январе дебютировал на чемпионате Европы в Тронхейме и занял 7-е место в общем зачёте многоборья. В 1988 году на чемпионате мира в классическом многоборье финишировал только на 25-м месте.
В декабре 1988 года он выиграл «золото» в забеге на 5000 метров и «бронзу» на 1500 метров на чемпионате СССР, и стал впервые чемпионом в многоборье. В январе 1989 года на чемпионате Европы в Тронхейме выиграл малую золотую медаль в забеге на 1500 метров, но в сумме многоборья занял 10-е место. Через месяц на чемпионате мира в классическом многоборье стал третьим на дистанции 1500 метров и в многоборье занял 11-е место.
В 1990 году Ильдар Гараев выступал слабо и на чемпионате Европы в Херенвене занял 12-е место. В декабре 1990 года на первенстве СССР в классическом многоборье он завоевал золотую медаль во второй раз, а в январе 1991 года на чемпионате Европы в Сараево поднялся на 8-е место. На последнем своём чемпионате мира финишировал на 17-м месте в абсолютном зачёте. В 1992 году завершил карьеру спортсмена.
В 1993 году окончил Военный институт физической культуры в Санкт-Петербурге. В настоящее время проживает в Санкт-Петербурге, является исполнительным директором МКПОО «Татарская община Санкт-Петербурга и Ленинградской области».